# Myrrhinitis
Myrrhinitis is een geslacht van vlinders van de familie grasmineermotten (Elachistidae).

## Soorten
- M. sporeuta Meyrick, 1913